# جزیره گولانگ‌یو
جزیره گولانگ‌یو (انگلیسی: Gulangyu)، گولانگ یا کولانگسو جزیره‌ای مخصوص عابران پیاده است که در نزدیکی ساحل شیامن، استان فوجیان در جنوب شرقی چین واقع شده است. این جزیره که یک میراث جهانی محسوب می‌شود، مساحتی حدود ۲ کیلومتر مربع (۰٫۷۷ مایل مربع) دارد و با یک سفر ۸ دقیقه‌ای با کشتی از مرکز شهر شیامن قابل دسترسی است. با اینکه تنها حدود ۲۰٬۰۰۰ نفر در این جزیره زندگی می‌کنند، گولانگ‌یو یکی از مقاصد اصلی گردشگری داخلی چین است که سالانه بیش از ۱۰ میلیون بازدیدکننده جذب می‌کند و به یکی از پربازدیدترین جاذبه‌های گردشگری چین تبدیل شده است. در این جزیره نه تنها خودروها، بلکه دوچرخه‌ها نیز ممنوع هستند. تنها وسایل نقلیه مجاز شامل خودروهای کوچک برقی و وسایل نقلیه خدماتی دولتی برقی می‌شوند.
بازدیدکنندگان می‌توانند با کشتی از پایانه کشتی شیامن به گولانگ‌یو برسند. ساکنان محلی می‌توانند از کشتی کوتاه‌تری که ۵ دقیقه طول می‌کشد و به پایانه کشتی "لون دو" رفت و آمد می‌کند، استفاده کنند. در طول روز (هر ۲۰ دقیقه، از ساعت ۷:۱۰ صبح تا ۵:۳۰ عصر در زمستان و بهار / از ساعت ۷:۱۰ صبح تا ۶:۳۰ عصر در تابستان و پاییز)، گردشگران و افراد غیرمحلی با یک سفر ۲۰ دقیقه‌ای از پایانه بین‌المللی کشتی دونگدو به پایانه‌های "سان چیوتیان" یا "نی چواو" در شهر کولانگسو می‌روند. بلیط این کشتی ۳۵ یوان چین هزینه دارد. پس از ساعت ۶ عصر، یک کشتی راحت‌تر از پایانه "لون دو ۲" به پایانه "سان چیوتیان" در شهر کولانگسو حرکت می‌کند. این سرویس تمام شب فعال است و همچنین ۳۵ یوان چین هزینه دارد.
جزیره گولانگ‌یو به دلیل سواحل، مسیرهای پرپیچ و خم و معماری غنی خود شهرت دارد. این جزیره در فهرست نقاط دیدنی ملی چین قرار دارد و توسط اداره ملی گردشگری چین (CNTA) به عنوان یک گردشگری در چین طبقه‌بندی شده است. این جزیره در صدر فهرست ده منطقه دیدنی برتر استان قرار دارد.
جزیره گولانگ‌یو مساحتی معادل ۱٫۹۱ کیلومتر مربع (۰٫۷۴ مایل مربع) دارد و جمعیت خانواری آن ۱۵٬۳۷۳ نفر است. از نظر اداری، این جزیره ناحیه فرعی گولانگ‌یو را تشکیل می‌دهد که بخشی از سیمینگ در شهر شیامن است.